# روبرت مانزون
روبرت مانزون (بالفرنسية: Robert Manzon)‏ مواليد 12 أبريل 1917 في مارسيليا، كان سائق فورملا 1 فرنسي سابق كان قد بدأ مسيرته الاحترافية سنة 1950. كان أول سباق له هو جائزة موناكو الكبرى 1950. خاض خلال مسيرته 29 سباقاً.

## سباقات شارك فيها
- لو مان 24 ساعة
- بطولة العالم للسيارات الرياضية

## روابط خارجية
- روبرت مانزون على موقع Racing-Reference.info (الإنجليزية)
- روبرت مانزون على موقع DriverDB.com (الإنجليزية)